# Moniek Merkx
Moniek Merkx (Haarlem, 1956) is een Nederlandse regisseur, schrijver en dramaturg.

## Biografie
Merkx studeerde theaterwetenschap aan de Universiteit van Amsterdam, waar zij in 1984 afstudeerde. Voor haar scriptie deed ze onderzoek naar de ontwikkeling van Moderne dans. Merkx doceerde aan verschillende kunstvakopleidingen. Ook werkte ze voor verschillende theater-, dans- en mimegezelschappen in Nederland. Vanaf 2003 was ze artistiek leider bij theatergroep Max., die in 2013 opging in Maas theater en dans. Moniek Merkx maakte haar regiedebuut in 1987 met Pesetsky bij het Onafhankelijk Toneel. In 1989 debuteerde Moniek als regisseur bij Suver Nuver, een mimegezelschap waar ze uiteindelijk 12 keer heeft geregisseerd.
Van 1994 tot 2003 was Moniek als vaste gastregisseur verbonden aan Theater Artemis. Ze won er twee keer de Hans Snoekprijs. Ze werkte onder andere bij Alex d’Electrique, Boogaerdt/Van der Schoot, Carrousel, Childrens Theatre Company Minneapolis, De Ploeg en Space. In 1998 won ze de VSCD-Mimeprijs, in 2003 een Tony Award en in 2006 een Zilveren Krekel. Bij theatergroep Max. maakte Merkx onder andere Dochters van Lear, Peter Pan was hier, Help (in NL & VS) en Staal. Bij Maas theater en dans regisseerde ze onder meer City of Dreams, Alleen op de wereld, Het verhaal van de getallen, Voorjaarsoffer/Rite of Spring, Ben niet bang, Alice in Wonderland, Liefde (Gouden krekel & nominatie Mimeprijs), Lief, Beauty en het beest, FEEST en Hallo familie.
Moniek Merkx maakte in 2019 een theaterbewerking van Lampje, het succesvolle jeugdboek van Annet Schaap. De theaterversie van Lampje is een beeldende vertelling met poëtisch uitzicht op zee, woeste drinkmuziek en droevige verlangliedjes van Djurre de Haan. De voorstelling  won de Podiumkidsprijs 2020. 
Moniek Merkx werd in augustus 2021 geinaugureerd als lid van de Akademie van Kunsten.

## Schrijver
Merkx schrijft haar teksten over het algemeen zelf. Daarnaast maakt ze open en vrije bewerkingen van bestaande verhalen. In totaal schreef Merkx 43 theaterteksten. Merkx heeft samen met Dorien Folkers en Jowie Schitz een theaterhandboek geschreven voor scholen, getiteld Eerste Hulp Bij Theater.

## Prijzen
- 1993: VSCD/Choreografieprijs voor P.I.M.P. - Stichting Wals/Arnold Goores, regie
- 1994: Hans Snoekprijs voor Broer en zus en zo - Theater Artemis, regie
- 1998: Hans Snoekprijs voor Bizon & Zn - Theater Artemis, regie[7]
- 1998: VSCD-Mimeprijs van de Vereniging van de Schouwburg- en Concertgebouwdirecteuren[7]
- 2006: Zilveren Krekel voor Dochters van Lear - theatergroep Max., tekst, regie
- 2016: Gouden Krekel voor Liefde – Maas theater en dans, regie
- 2019: Zilveren Krekel voor Hallo familie - Maas theater en dans, regie
- 2020 Podiumkidsprijs voor Lampje, naar het boek van Annet Schaap.